# トンゲレン駅

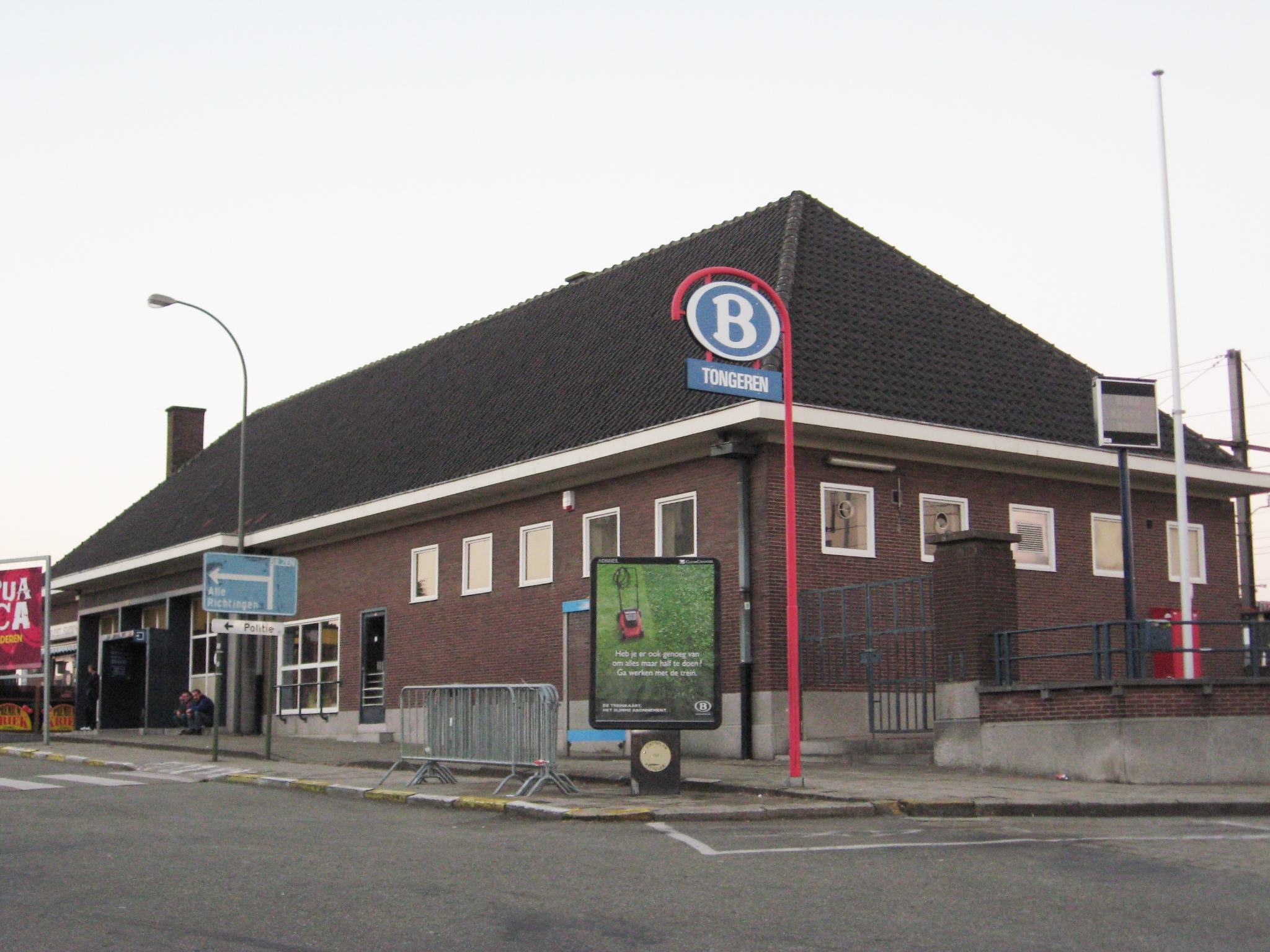
トンゲレン駅

トンゲレン駅(Station Tongeren)はベルギーの都市トンゲレンにあるベルギー国鉄34号線の鉄道駅である。また、ドイツ方面の24号線の起点であり廃止された23号線の終点であった。

## 駅データ
- 開業年月日 1863年9月11日
- 駅コード FTG
- 乗り入れ路線  24 - 34
- 番線数 5

## 列車系統
- IC E: クノッケ駅/ブランケンベルヘ駅 - ブリュッセル - ハッセルト - トンゲレン駅
- IR c: アントウェルペン中央駅 - ハッセルト - リエージュ＝ギユマン駅